# 堕民
堕民，中國歷史上的一種次等人，又称为惰民或堕贫，先世是元末蒙古人或色目人，其祖先随蒙古骑兵南下江南，定居于南方。明太祖北伐，建立明朝之后，留居漢地的蒙古人與色目人受到歧視，成为“堕民”，他们多从事小商小贩、卖艺等底层工作，但收入超过農民，他们主动上门向主顧提供服务，男性多從事捕蛙、賣飴糖、編竹器、鐵匠、收舊貨、轎伕、吹鼓手、賣藝等，女性則多從事梳頭、挽面、媒人、喜娘、製作假髮等，以便討取各種賞錢賞物，而對主顧的走動權成为了墮民可以傳之子孫及買賣的資產，墮民對主顧的關係是寄生性的依附，主顧只有遠離故土才能擺脱這種被人依附的關係。
堕民又称“怯邻户”，明代称“丐户”，后世称为“堕民”。在浙江绍兴及属县亦称“丐户”或“乐户”。元明清时，浙江绍兴及属县境内受歧视的一部分平民。数百年来被视为“贱民”之一种，不得与一般平民削籍和通婚，或与平民同列。堕民亦不许应科举，多任婚丧喜庆杂役等事。
堕民虽与一般平民毗邻相处，然习俗殊异，地位低下，一直被人轻蔑。雍正元年（1723年）削除了绍兴和常熟丐籍，光绪年间废除了堕民藉，辛亥革命以后彻底废除堕民的概念。

## 知名堕民后代
- 法都喇
- 王茂源
- 彭云
- 筱昌顺
- 林玉麟
- 章宗义（六龄童）
- 章金莱（六小龄童）